# 假桂皮树
假桂皮树（学名：Cinnamomum tonkinense）为樟科肉桂属的植物。分布在越南以及中国大陆的云南等地，生长于海拔1000米至1800米的地区，多生在常绿阔叶林中潮湿处，目前尚未由人工引种栽培。